# Selaginella stenophylla
Selaginella stenophylla là một loài dương xỉ trong họ Selaginellaceae. Loài này được A. Braun mô tả khoa học đầu tiên năm 1858.